# Carlo Salotti
Carlo Salotti, né le 25 juillet 1870 à Grotte di Castro dans le Latium, Italie, et mort le 24 octobre 1947 à Rome, est un cardinal italien du XXe siècle.

## Biographie
Carlo Salotti  fait du travail pastoral dans le diocèse de Rome et est professeur à l'Athénée pontifical de l'Apollinaire. À la  curie romaine, il joue le rôle d'avocat du diable au sein de la Congrégation des rites lors des canonisations. Il est élu archevêque titulaire de Philippopolis-en-Thrace (de) en  1930 et est secrétaire de la Congrégation pour la Propaganda Fide. Salotti est le fondateur de l'institut missionnaire de l'athénée pontifical "De Propaganda Fide".
Le pape Pie XI le crée cardinal in pectore lors du consistoire du 13 mars 1933. Sa création est publiée le 16 décembre 1935. Le cardinal Salotti est préfet de la Congrégation des rites et participe au conclave de 1939, à l'issue duquel Pie XII est élu.